# Graz Giants 2018
Questa voce raccoglie le informazioni riguardanti i Graz Giants nelle competizioni ufficiali della stagione 2018.

## Prima squadra

### Austrian Football League 2018

#### Stagione regolare
| Graz 31 marzo 2018, ore 14:30 3ª giornata | Graz Giants | 32 – 45 (7-7 6-28 7-3 12-7) referto | Vienna Vikings | Stadion Eggenberg |

| Innsbruck 7 aprile 2018, ore 15:00 4ª giornata | Tirol Raiders | 41 – 14 (7-7 13-0 14-0 7-7) referto | Graz Giants | Tivoli-Neu Stadion |

| Dúbravka 15 aprile 2018, ore 14:00 Recupero 1ª giornata | Bratislava Monarchs | 7 – 24 (7-7 0-7 0-3 0-7) referto | Graz Giants | Stadion SKP Dubravka (250 spett.) |

| Mödling 21 aprile 2018, ore 15:00 CEST 5ª giornata | AFC Rangers Mödling | 36 – 34 (27-7 3-7 0-13 6-7) referto | Graz Giants | Stadion Mödling (300 spett.) |

| Graz 29 aprile 2018, ore 15:00 Recupero 2ª giornata | Graz Giants | 34 – 21 (0-7 6-14 16-0 12-0) referto | Danube Dragons | Stadion Eggenberg |

| Graz 5 maggio 2018, ore 15:00 6ª giornata | Graz Giants | 35 – 27 (0-7 14-7 7-13 14-0) referto | Ljubljana Silverhawks | Stadion Eggenberg (1000 spett.) |

| Traun 12 maggio 2018, ore 17:00 CEST 7ª giornata | Traun Steelsharks | 14 – 42 (6-7 8-14 0-7 0-14) referto | Graz Giants | Trauner Stadion (1100 spett.) |

| Graz 26 maggio 2018, ore 15:00 CEST 8ª giornata | Graz Giants | 48 – 28 (21-7 14-0 0-7 13-14) referto | Traun Steelsharks | Stadion Eggenberg |

| Graz 3 giugno 2018, ore 15:00 CEST 9ª giornata | Graz Giants | 36 – 0 (12-0 7-0 3-0 14-0) referto | AFC Rangers Mödling | Stadion Eggenberg (2000 spett.) |

| Vienna 17 giugno 2018, ore 15:00 CEST 10ª giornata | Vienna Vikings | 21 – 14 (0-0 7-0 7-7 7-7) referto | Graz Giants | (2200 spett.) |

#### Playoff
| 1º luglio 2018, ore 14:00 Wild Card | Graz Giants | 28 – 21 (0-0 14-7 7-0 7-14) referto | Ljubljana Silverhawks | (1000 spett.) |

| 8 luglio 2018, ore 15:00 Semifinale | Vienna Vikings | 35 – 21 (21-0 7-14 7-0 0-7) referto | Graz Giants | (2000 spett.) |

### Statistiche di squadra
| Competizione      | %Vittorie | In casa | In casa | In casa | In casa | In casa | In casa | In trasferta | In trasferta | In trasferta | In trasferta | In trasferta | In trasferta | Totale | Totale | Totale | Totale | Totale | Totale |
| Competizione      | %Vittorie | G       | V       | N       | P       | Pf      | Ps      | G            | V            | N            | P            | Pf           | Ps           | G      | V      | N      | P      | Pf     | Ps     |
| ----------------- | --------- | ------- | ------- | ------- | ------- | ------- | ------- | ------------ | ------------ | ------------ | ------------ | ------------ | ------------ | ------ | ------ | ------ | ------ | ------ | ------ |
| Stagione regolare | .600      | 5       | 4       | 0       | 1       | 185     | 121     | 5            | 2            | 0            | 3            | 128          | 119          | 10     | 6      | 0      | 4      | 333    | 240    |
| Playoff           | .500      | 1       | 1       | 0       | 0       | 28      | 21      | 1            | 0            | 0            | 1            | 21           | 35           | 2      | 1      | 0      | 1      | 49     | 56     |
| Totale            | .583      | 6       | 5       | 0       | 1       | 213     | 142     | 6            | 2            | 0            | 4            | 149          | 154          | 12     | 7      | 0      | 5      | 382    | 296    |

## Seconda squadra

### AFL - Division II 2018

#### Stagione regolare
| 25 marzo 2018, ore 15:00 1ª giornata | Graz Giants 2 | 37 – 6 (7-14 21-21 2-7 14-7) referto | Schwaz Hammers |  |

| 8 aprile 2018, ore 15:00 2ª giornata | Salzburg Ducks | 32 – 33 (12-3 0-6 14-3 6-21) referto | Graz Giants 2 | (250 spett.) |

| 22 aprile 2018, ore 15:00 4ª giornata | Graz Giants 2 | 22 – 7 (0-0 0-7 0-3 0-19) referto | Domžale Tigers |  |

| 28 aprile 2018, ore 18:00 5ª giornata | Telfs Patriots | 41 – 0 (20-0 8-0 13-0 0-0) referto | Graz Giants 2 |  |

| 21 maggio 2018, ore 15:00 7ª giornata | Graz Giants 2 | 48 – 55 (20-14 0-12 7-8 21-21) referto | Telfs Patriots | (300 spett.) |

| 10 giugno 2018, ore 15:00 9ª giornata | Domžale Tigers | 20 – 6 (3-0 17-6 0-0 0-0) referto | Graz Giants 2 |  |

| 24 giugno 2018, ore 15:00 10ª giornata | Graz Giants 2 | 28 – 20 (0-7 14-7 14-0 0-6) referto | Salzburg Ducks |  |

| 30 giugno 2018, ore 16:00 11ª giornata | Schwaz Hammers | 21 – 16 (0-3 7-0 7-6 7-7) referto | Graz Giants 2 |  |

#### Playoff
| 14 luglio 2018, ore 15:00 Semifinale | Vienna Warlords | 16 – 7 (0-7 7-0 3-0 6-0) referto | Graz Giants 2 |  |

### Statistiche di squadra
| Competizione      | %Vittorie | In casa | In casa | In casa | In casa | In casa | In casa | In trasferta | In trasferta | In trasferta | In trasferta | In trasferta | In trasferta | Totale | Totale | Totale | Totale | Totale | Totale |
| Competizione      | %Vittorie | G       | V       | N       | P       | Pf      | Ps      | G            | V            | N            | P            | Pf           | Ps           | G      | V      | N      | P      | Pf     | Ps     |
| ----------------- | --------- | ------- | ------- | ------- | ------- | ------- | ------- | ------------ | ------------ | ------------ | ------------ | ------------ | ------------ | ------ | ------ | ------ | ------ | ------ | ------ |
| Stagione regolare | .500      | 4       | 3       | 0       | 1       | 135     | 88      | 4            | 1            | 0            | 3            | 55           | 114          | 8      | 4      | 0      | 4      | 190    | 202    |
| Playoff           | .000      | 0       | 0       | 0       | 0       | 0       | 0       | 1            | 0            | 0            | 1            | 7            | 16           | 1      | 0      | 0      | 1      | 7      | 16     |
| Totale            | .444      | 4       | 3       | 0       | 1       | 135     | 88      | 5            | 1            | 0            | 4            | 62           | 130          | 9      | 4      | 0      | 5      | 197    | 218    |